# Antoine-Joseph Mège
Pour les articles homonymes, voir Mège.
Antoine-Joseph Mège (né en 1625 à Clermont-Ferrand, mort le 15 avril 1691, à l'abbaye de Saint-Germain-des-Prés à Paris) est un bénédictin français de la Congrégation de Saint-Maur. Il est connu pour son commentaire sur la Règle de saint Benoît.

## Biographie
Le 17 mars 1643, il devint bénédictin à l'abbaye de la Trinité de Vendôme. En 1659, il enseigna la théologie à l'abbaye de Saint-Denis puis il se consacra à la prédication.
En 1681, il fut nommé prieur du monastère de Rethel en Champagne. Vers la fin de sa vie, il se retira à Saint-Germain-des-Prés, où il partagea son temps entre la prière et l'étude.

## Œuvres
Son œuvre littéraire la plus importante est son « Commentaire sur la Règle de S. Benoît » et une histoire manuscrite de la congrégation de Saint-Maur de 1610 jusqu'à 1653 (Paris 1687). Ce commentaire est une attaque contre l'interprétation rigoriste de la règle faite par l'abbé de Rancé à l'abbaye de La Trappe, et il fut interdit en 1689 par un chapitre des supérieurs mauristes sur les instances de Bossuet.
Ses autres œuvres sont une traduction du traité de saint Ambroise De la virginité (Paris, 1655), La Morale chrétienne (Paris 1661), quelques écrits ascétiques et des traductions.